# Dolichognatha umbrophila
Dolichognatha umbrophila är en spindelart som beskrevs av Akio Tanikawa 1991. Dolichognatha umbrophila ingår i släktet Dolichognatha och familjen käkspindlar. Inga underarter finns listade i Catalogue of Life.